# Mhare
A mhare (grúzul: მხარე, mxare) egyfajta közigazgatási egység Grúzia államban. Általában angol mintára "régiónak" fordítják.
Az 1994-ben és 1996-ban kiadott elnöki rendeletek szerint Grúzia régiókra való felosztása ideiglenes addig, amíg az Abházia és Dél-Oszétia elszakadási konfliktusait meg nem oldják. A regionális adminisztráció élén egy állambiztos áll (grúzul: სახელმწიფო რწმუნებული, Saxelmćipo Rćmunebuli, általában az elnök által kinevezett tisztviselő).
A régiók további településekre oszlanak. Grúziában kilenc régió található (lásd még a térképet):
| Régió                           | Székhely   | Népességbecslés (2019. január 1-jén) |
| ------------------------------- | ---------- | ------------------------------------ |
| Guria                           | Ozurgeti   | 109 396                              |
| Imereti                         | Kutaiszi   | 497 396                              |
| Kaheti                          | Telavi     | 312 453                              |
| Alsó-Kartli                     | Rusztavi   | 433,162                              |
| Mcheta-Mtianeti                 | Mcheta     | 93,636                               |
| Racsa-Lecshumi és Alsó-Szvanéti | Ambrolauri | 29,701                               |
| Szamegrelo-Felső Szvanéti       | Zugdidi    | 308 358                              |
| Szamche-Dzsavaheti              | Ahalcihe   | 154,139                              |
| Felső-Kartli                    | Gori       | 257 279                              |

## Fordítás
Ez a szócikk részben vagy egészben  a   Mkhare című angol Wikipédia-szócikk fordításán alapul.  Az eredeti cikk szerkesztőit annak laptörténete sorolja fel. Ez a jelzés csupán a megfogalmazás eredetét és a szerzői jogokat jelzi, nem szolgál a cikkben szereplő információk forrásmegjelöléseként.

## Kapcsolódó szócikk
- Grúzia közigazgatása